# Bandera de Chechenia
La bandera de Chechenia es un paño rectangular con lados en proporción 2:3, la misma proporción de la bandera de la Federación Rusa. La bandera está compuesta de tres franjas horizontales, de arriba hacia abajo: la verde representa el islam, la blanca la paz del Cáucaso y la roja el derramamiento de sangre tras su guerra civil. Sobrepuesta sobre ellas hay una delgada franja vertical blanca. Del lado del asta contiene un adorno nacional checheno, un diseño de cuatro figuras doradas. Las franjas horizontales están en una proporción de 4:1:3.
Esta bandera, adoptada en el año 2004, es usada principalmente por la República de Chechenia, mientras que las banderas anteriores son usadas comúnmente por las fuerzas independentistas.

## Banderas históricas
Desde 1957 hasta 1978, la bandera soviética de la RASS de Chechenia e Ingusetia se basó en la bandera de la República Socialista Federativa Soviética de Rusia con la adición de una barra vertical celeste en el polo izquierdo y el nombre abreviado de la república (НГӀАССР en checheno e ingusetio y ЧИАССР en ruso).

Imanato del Cáucaso (1829-1859).
Variante del Imanato (1919-1920).
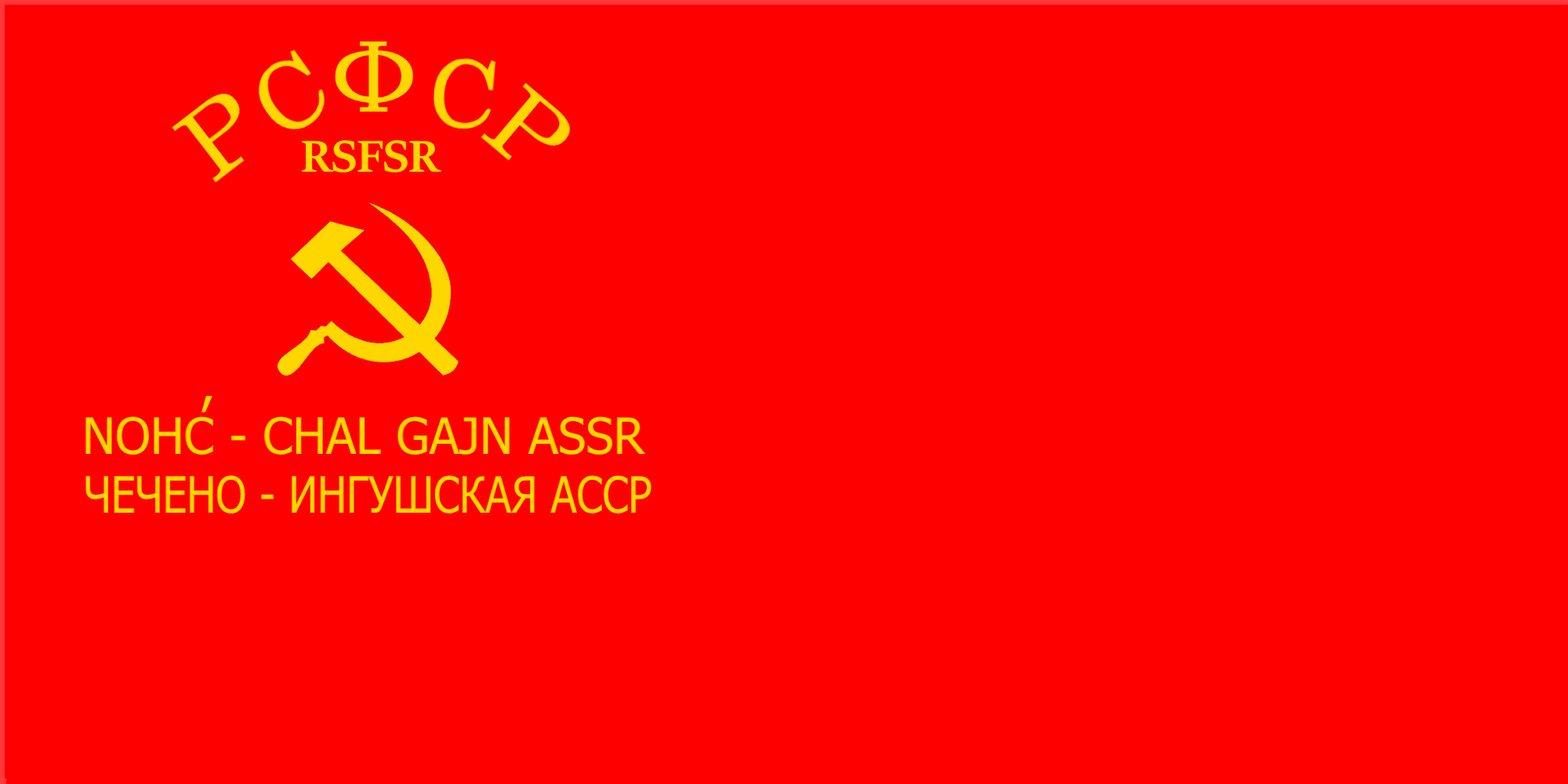
Bandera de la República Autónoma Socialista Soviética de Chechenia-Ingusetia (1937-1944)
Bandera de la República Autónoma Socialista Soviética de Chechenia-Ingusetia (1957-1978)
Bandera de la República Autónoma Socialista Soviética de Chechenia-Ingusetia (1978-1991)

## Banderas de la era postsoviética
Varias banderas han sido utilizadas por los partidarios de la República Chechena de Ichkeria. La más común de ellas es la bandera verde con las rayas rojas y blancas que aparecen a la derecha. Sus proporciones son aproximadamente 7:11. La combinación de colores es verde, blanco, rojo, blanco, verde, con los dos tercios superiores de la bandera en verde y el restante un tercio en rayas blancas, rojas, blancas y verdes de la misma anchura. Otro ejemplo bien conocido es similar a esta bandera, pero tiene el escudo de armas incorporado en el diseño de la autoproclamada República. Cada color simboliza un aspecto del carácter nacional checheno. El verde es el color de la vida, el rojo simboliza la sangre derramada en la lucha por la libertad y el blanco representa el camino hacia un futuro brillante. Estas banderas fueron utilizadas principalmente por los partidarios de Dzhojar Dudáyev, Aslán Masjádov y sus sucesores. Aparte de estos varios otros diseños han sido utilizados por diferentes facciones del movimiento independentista, e incluso partes individuales utilizan diferentes banderas al mismo tiempo.

Bandera de la República Chechena de Ichkeria sin escudo de armas, vigente entre 1991 y 2007
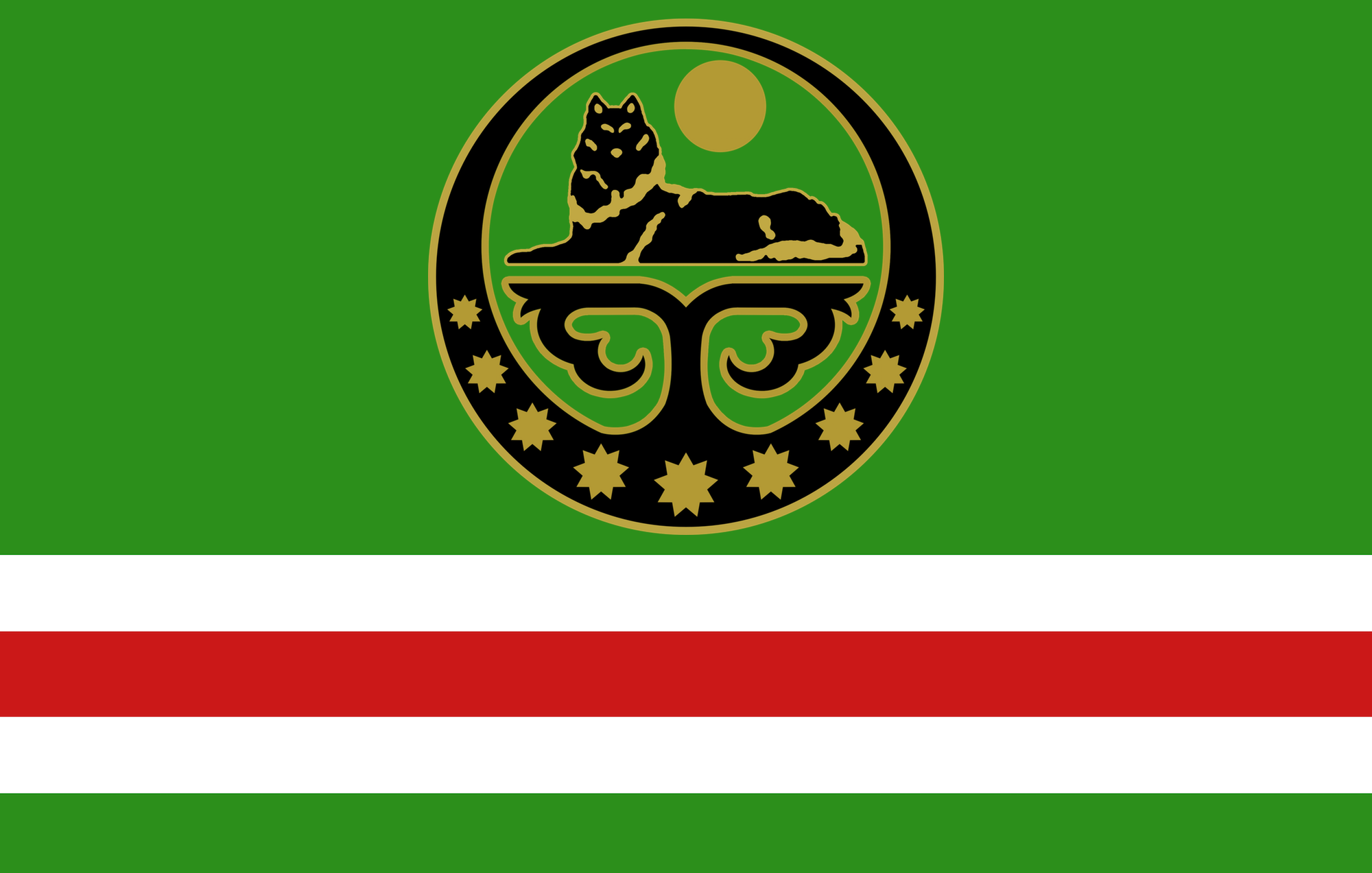
Bandera de la República Chechena de Ichkeria con el escudo de armas
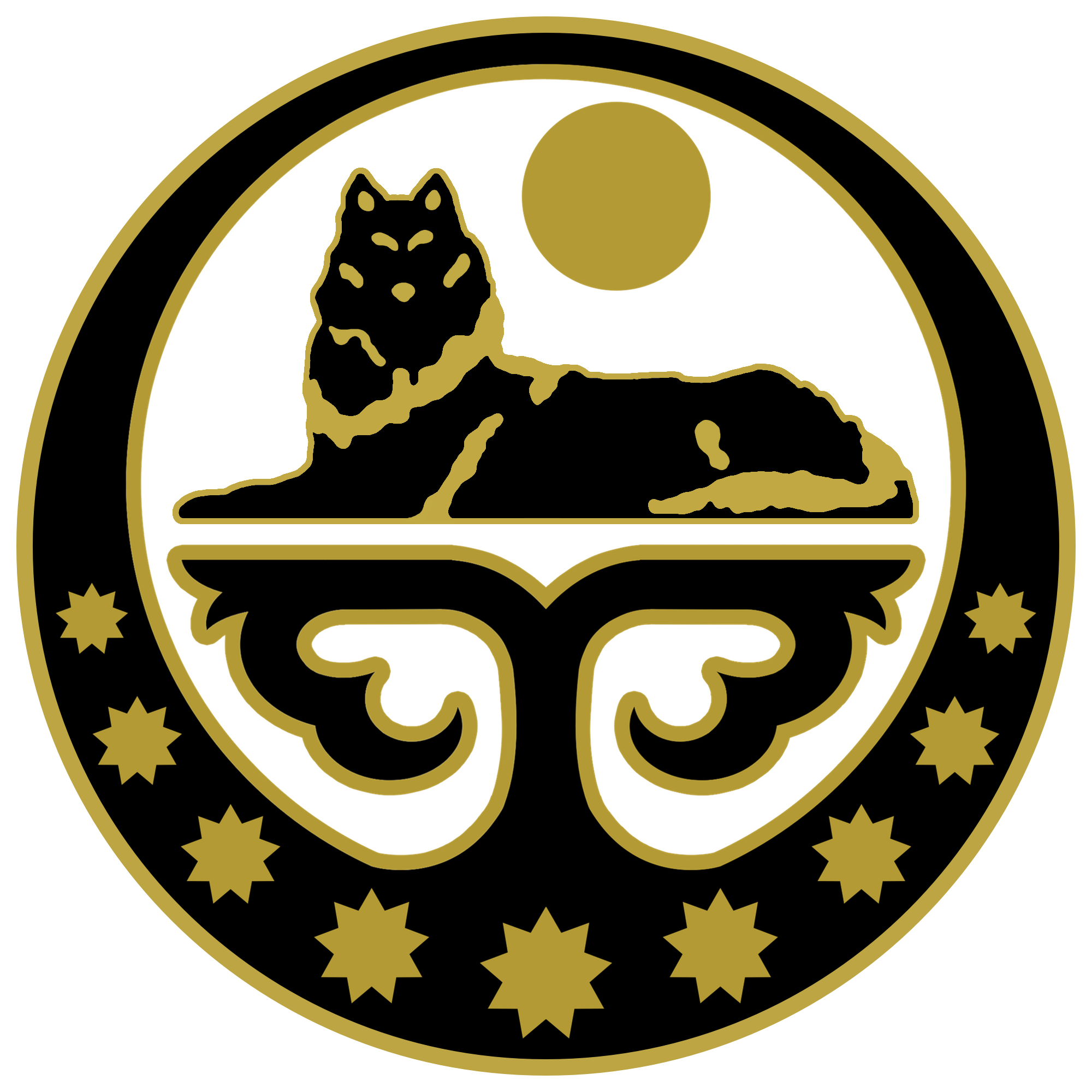
Escudo de armas de la República Chechena de Ichkeria
Bandera del Frente del Cáucaso entre 2007 y 2013
Bandera del Emirato del Cáucaso

## Oposición leal a Moscú
La que fuera oposición pro-Moscú en la década de 1990 y actual administración de Chechenia utilizaba una bandera de diseño similar con la diferencia principal que es la inversión de las franjas rojas y blancas y su anchura de relación diferente. Sus proporciones son reportadas a ser 7:11 y consistía en 5 franjas horizontales: verde, rojo, blanco, rojo y verde, la relación de la anchura de los cuales era de 4: 1: 1: 1: 1. No se ha utilizado desde que fue sustituida por la actual bandera de la República de Chechenia en 2004.

Bandera de la República de Chechenia (gobierno en el exilio) utilizada entre 1991 y 2004
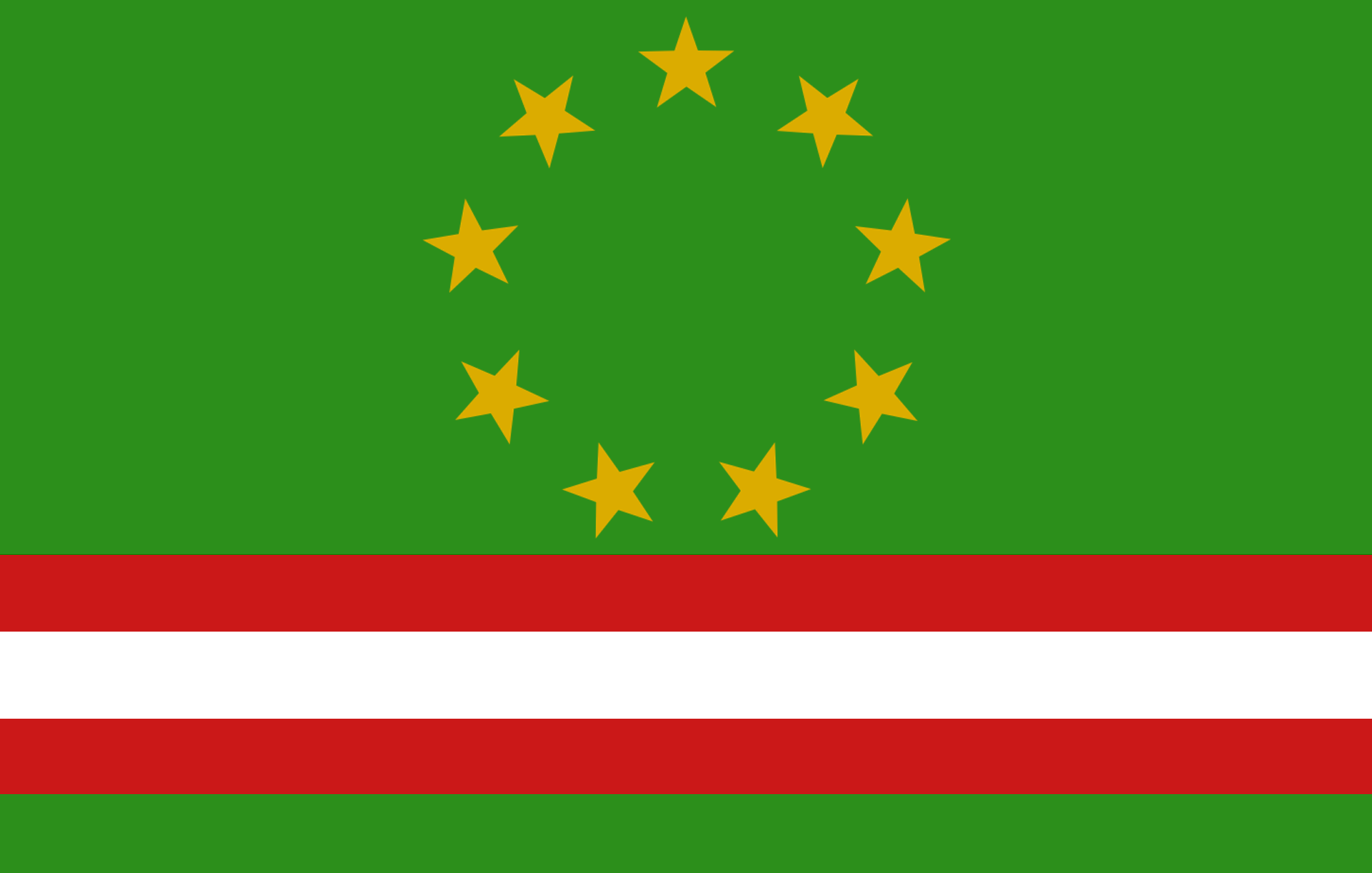
Otra versión de la anterior bandera, de menor difusión y utilización